# Dialeurodes radiipuncta
Dialeurodes radiipuncta là một loài côn trùng cánh nửa trong họ Aleyrodidae, phân họ Aleyrodinae.
Dialeurodes radiipuncta được Quaintance & Baker miêu tả khoa học đầu tiên năm 1917.